# Mesciniodes
Mesciniodes är ett släkte av fjärilar. Mesciniodes ingår i familjen mott.
Kladogram enligt Catalogue of Life:
| Mesciniodes | \| \| Mesciniodes micaceella \| \| \| \| \| \| Mesciniodes micans \| \| \| \| \| \| Mesciniodes subinfractalis \| \| \| \| |
|             | \| \| Mesciniodes micaceella \| \| \| \| \| \| Mesciniodes micans \| \| \| \| \| \| Mesciniodes subinfractalis \| \| \| \| |
|             | Mesciniodes micaceella |
|             | |
|             | Mesciniodes micans |
|             | |
|             | Mesciniodes subinfractalis                                                                                                 |
|             | |